# Шиловичі (Духовщинський район)
Шиловичі (рос. Шиловичи) — село в Духовщинському районі Смоленської області Росії. Входить до складу Пречистенського сільського поселення.
Населення — 201 особа (2007).

## Розташування
Розташоване в північній частині області за 25 км на північний схід від міста Духовщина. За 15 км на захід від села проходить автошлях Р 136 Смоленськ-Нелідово. За 39 км на південний захід від села знаходиться залізнична станція Ярцево на лінії Москва—Мінськ.

## Історія
За даними на 1859 рік у власницькому селі Духовщинського повіту Смоленської губернії мешкало 134 особи (65 чоловічої статі та 69 — жіночої), налічувалось 18 дворових господарств.
У роки Німецько-радянської війни село окуповано гітлерівськими військами у липні 1941 року, звільнено у вересні 1943 року.